# Apropos (Unix)
apropos ist ein Kommando in der Informatik, mit dem die Handbuch-Dateien, die sogenannten Manpages von Unix oder einem unixoiden Betriebssystem durchsucht werden. Dadurch kann man für eine bestimmte Aufgabe ein Kommando finden, ohne den Namen des gesuchten Kommandos zu kennen.

## Abgrenzung und Verbindung zu verwandten Kommandos
apropos ist ein Wrapper für das Kommando man -k und / oder als symbolischer Link auf das Kommando whatis implementiert. apropos und whatis gehören zum Paket man-db. 
| apropos                                                                         | whatis                                                                                             |
| ------------------------------------------------------------------------------- | -------------------------------------------------------------------------------------------------- |
| Durchsucht sowohl die Namen als auch die Kurzbeschreibungen der Handbuchseiten. | Sucht nur im Namensfeld der Handbuchseiten.                                                        |
| Findet Kommandos, deren Namen man nicht kennt.                                  | Erklärt mit nicht mehr als einem Satz die Aufgabe von Kommandos, deren Namen man ganz genau kennt. |
| Hat fast dieselben Funktionen wie das Kommando man -k.                          | Entspricht dem Kommando man -f.                                                                    |

## Verhalten
Mit apropos lässt man alle Handbuchseiten nach einem Stichwort (engl. „keyword“) oder nach mehreren Stichwörtern durchsuchen. apropos antwortet mit einer Liste aller Handbuchseiten, die in ihrem Namen oder in ihrer Kurzbeschreibung diese Zeichenkette, den Suchbegriff enthalten. Für die Suche von apropos sind Groß- und Kleinschreibung immer gleichbedeutend.
Jede Antwortzeile von apropos enthält drei Felder: Zuerst den Namen des gefundenen Kommandos und der zugehörigen Handbuchseite, dann als in Klammern stehende Zahl den Abschnitt der Handbuchseiten (engl. „Section“), in dem das Kommando gefunden wurde, und zuletzt die Kurzbeschreibung aus der gefundenen Handbuchseite.

## Anwendungsbeispiele

### In zwei Sprachen suchen
```
$ 
apropos
 
permission
 
rechte

access (2)           - prüft die Zugriffsrechte des Benutzers an einer Datei

chmod (2)            - Zugriffsrechte einer Datei ändern

dh_fixperms (1)      - korrigiert Zugriffsrechte von Dateien in Bauverzeichnissen

faccessat (2)        - prüft die Zugriffsrechte des Benutzers an einer Datei

faked-sysv (1)       - Daemon, der sich an gefälschte Besitz-/Zugriffsrechte von Dateien erinnert, die durch f...

faked-tcp (1)        - Daemon, der sich an gefälschte Besitz-/Zugriffsrechte von Dateien erinnert, die durch f...

fakeroot-sysv (1)    - einen Befehl zur Dateimanipulation in einer Umgebung mit gefälschten Root-Rechten ausf...

fakeroot-tcp (1)     - einen Befehl zur Dateimanipulation in einer Umgebung mit gefälschten Root-Rechten ausf...

fchmod (2)           - Zugriffsrechte einer Datei ändern

fchmodat (2)         - Zugriffsrechte einer Datei ändern

ioperm (2)           - setzt Port-Zugriffsrechte für Eingabe/Ausgabe

kdesu (1)            - Führt ein Programm mit erweiterten Rechten aus.

eaccess (3)          - check effective user's permissions for a file

euidaccess (3)       - check effective user's permissions for a file

faked (1)            - daemon that remembers fake ownership/permissions of files manipulated by fakeroot proces...

WWW::RobotRules (3pm) - database of robots.txt-derived permissions

XF86VidModeGetPermissions (3) - Extension library for the XFree86-VidMode X extension

```

In diesem Beispiel sucht apropos nach allen Handbuchseiten, in deren Namen oder Kurzbeschreibung eines der Wörter „permission“ oder „rechte“ vorkommt. Da apropos case-insensitive ist, werden auch Handbuchseiten gefunden, deren Kurzbeschreibung das Substantiv „Rechte“ enthält.

### Mit regulären Ausdrücken suchen
Wie man nochmals sieht, unterscheidet apropos bei seiner Suche nicht zwischen Groß- und Kleinschreibung; obwohl Xzl als zu suchen angegeben wurde, ist xzless gefunden worden. Außerdem versteht apropos die Suchbegriffe standardmäßig als reguläre Ausdrücke (auch kurz „regex“ genannt). Der reguläre Ausdruck „abc.n“, der im Beispiel benutzt wurde, steht für alle Zeichenfolgen, welche unabhängig von Groß- und Kleinschreibung die Zeichen ABC, danach ein beliebiges Zeichen und nach diesem ein N enthalten, und weil dieses Suchmuster (engl. „pattern“) auf die Zeichenfolge „abCon“ zutrifft, wird XTestGrabControl gefunden.

### Ohne reguläre Ausdrücke suchen

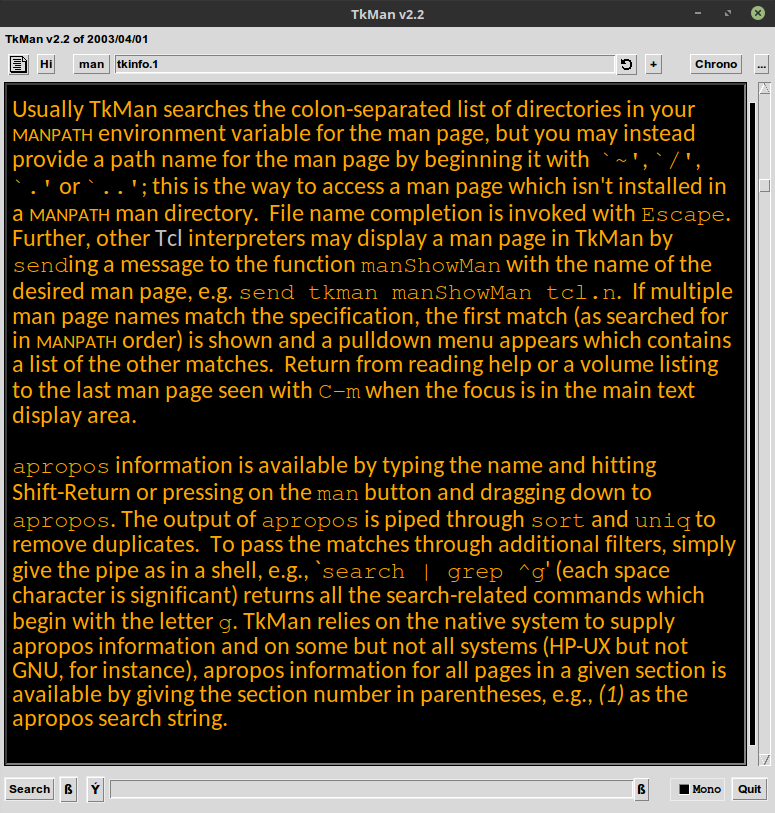
TkMan erklärt den Zugriff auf die Funktion von apropos.

Durch die Option „--exact“ wird zum Ersten abc.n nicht mehr als regulärer Ausdruck gewertet, der Punkt gilt nicht mehr als Platzhalter für ein beliebiges Zeichen, sondern einfach als Punkt, zum Zweiten muss bei Verwendung dieser Option das übergebene Stichwort oder Suchmuster den kompletten Kommandonamen oder die komplette Kurzbeschreibung umfassen. Dieses Zweite ist der Grund, warum im vorigen Beispiel für xzl nicht xzless gefunden wird.

## Grafische Bedienoberflächen
Das Programm TkMan hat Abfragen mit apropos in seine Bedienoberfläche integriert.